# Сражение под Мирополем
Сражение под Мирополем — одно из двух крупных сражений на Правобережной Украине между польско-украинскими повстанцами и регулярными российскими войсками произошедшее 4 (16) мая — 5 (17) мая 1863 года в ходе Январского восстания.

## Предыстория
Вслед за Царством Польским, весной 1863 года восстание распространилось и на Правобережную Украину.  Местные магнаты отказались поддерживать восстание. Большая часть местного крестьянства, будучи православными, также либо осталось в стороне, либо активно помогала регулярным войскам в поиске и уничтожении немногочисленных повстанческих отрядов, фактический действующих уже с конца марта — начала апреля 1863 года в Киевской и Волынской губерниях.
25 апреля (7) мая 1863 года Национальное правительство назначило Эдмунда Ружицкого командующим повстанческими силами на Галиции и Волыни. Чтоб увеличить собственную поддержу среди крестьянства Национальное правительство выдало так называемую «золотую грамоту», по которой всем крестьянам за участие в восстании на стороне поляков обещались усадьбы и земельные наделы тех магнатов, которые не поддержат восстание. Однако и это несильно увеличило поддержку восставших. Согласно сообщениям русского правительства за неделю во всем Юго-Западном крае, было сожжено или разграблено, всего 20 магнатских усадеб, почти все их хозяева убиты местными крестьянами, которые затем перешли к повстанцам.
В итоге к 30 апреля (12 мая) 1863 года общие силы находящиеся под командованием полковника Ружицкого насчитывали всего 850 человек. А общее число повстанцев на всей Правобережной Украине едва ли превышало 1.500 человек. Им противостояла группировка регулярных войск общим числом в 45.000 солдат и офицеров.
В течение 27 — 30 апреля (9 — 12 мая) 1863 год отрядом Эдмунда Ружицкого без боя были заняты такие местечки как Любар (9 мая) и Полонное (12 мая), где повстанцы остановились ожидая прихода подкрепления с территории Австрийской империи, которое однако не пришло. 16 мая 1863 года повстанцы начали наступление на Мирополь.

## Бой
В окрестностях города им противостоял  гарнизон города численностью в 500 человек (300 казаков, 2 роты пехоты) при двух орудиях, под командованием капитана Николая Казакова. Войска встретились в окрестностях города. Регулярные войска по приказу Казакова начали обстрел шедших на них мятежников картечью и первая атака отряда Ружицкого захлебнулась с большими потерями. Тогда Ружицкий решил организовать оборону в лесном массиве, однако под постоянным обстрелом регулярных войск сделать это не удалось. К вечеру 16 мая, предприняв ещё две неудачные атаки на регулярные войска Ружицкий приказал повстанцам отступить, что и было сделано.
Утром следующего дня повстанцы предприняли последнюю попытку разгромить регулярные войска, обойдя их с фланга. Поначалу все шло удачно, и косиньерам даже удалось заставить регулярные войска отступить, однако затем им в тыл ударила казацкая конница, которая заставила Ружицкого отдать приказ о немедленном отступлении, которое однако было весьма успешным и повстанцам удалось вырваться с поля боя, понеся однако значительные потери.

## Последствия
Отряд Ружицкого в битве понес значительные потери более 150 повстанцев было убито, 70 попали в плен. Потери русских войск по их данным составили 1 убитый и 10 раненых. Поражение заставило Ружицкого с остатками отряда отступить 7(19) мая 1863 года на север к Новоград-Волынскому, где ему удалось разгромить посланный на его перехват русский отряд, пленив при этом 39 человек, которые затем были отпущены.
8 (20 мая) у деревни Шаскивицы к нему присоединилось около 60 человек. С которыми он 10 (22 мая) попытался занять город Хмельник, однако из-за недостатка сил, понеся потери был вынужден отойти на северо-запад. В итоге с большим трудом одержав победу под Салихой 14 (26 мая) 1863 года, был вынужден в ночь с 5 на 16 (27 на 28) мая с остатками отряда отступить в Подольскую губернию, где однако также не нашел поддержки среди местного населения и вернулся на Волынь.
29 мая (10 июня) Национальное правительство присвоило Ружицкому звание бригадного генерала. После ряда поражений его отряда от регулярных войск Ружицкий 7 (19 июня) 1863 года с остатками своего отряда бежал на территорию Австрии у города Радивилов фактический завершив восстание на Правобережной Украине.
Однако отряд Александра Яблоновского на Волыни действовал до 28 июня (10 июля) 1863 года, а отряд Исидора Коперницкого действующий в Галиции был разбит лишь 8 (20 октября) 1863 года.